# لیونل مارتین
لیونل مارتین (انگلیسی: Lionel Martin; ۱ ژانویهٔ ۱۸۷۸ – ۱۴ اکتبر ۱۹۴۵) کارآفرین، صنعتگر و راننده مسابقه‌ای بریتانیایی بود، که در سال ۱۹۱۳ با مشارکت رابرت بمفورد شرکت خودروسازی استون مارتین را تأسیس نمود.